# Debeleanovo, Smolean
Debeleanovo (în bulgară Дебеляново) este un sat în comuna Banite, regiunea Smolean,  Bulgaria. 

## Demografie
Componența etnică a satului Debeleanovo
     Nicio identificare (100%)
     Altele (0%)
La recensământul din 2011, populația satului Debeleanovo era de 19 locuitori. . Pentru 100,0% din locuitori nu este cunoscută apartenența etnică.